# فاتسواف فرانكوفسكي
فاتسواف فرانكوفسكي (بالبولندية: Wacław Frankowski) هو دبلوماسي بولندي، ولد في 25 أكتوبر 1903 في وودج في بولندا، وتوفي بنفس المكان في 19 مارس 1981.